# Ștefan Procopiu

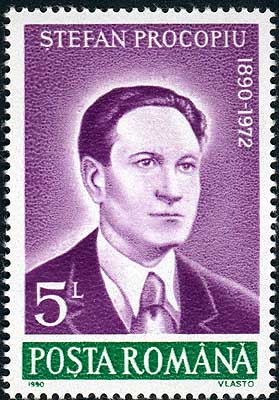
Ștefan Procopiu auf einer Briefmarke der Rumänischen Post

Ștefan Procopiu (rum.; [ʃteˈfan prokoˈpi.u]) (* 19. Januar 1890 in Bârlad, Rumänien; † 22. August 1972 in Iași) war ein rumänischer Physiker.

## Leben
Procopiu wurde 1890 in Bârlad geboren. Sein Vater Emanoil Procopiu war Angestellter des Stadtgerichts Bârlad. Seine Mutter Ecaterina Tașcă war die Tochter von Gheorghe I. Tașcă. Er besuchte 1901–1908 das Gheorghe Roșca Codreanu Gymnasium in Bârlad und studierte 1908–1912 Physik und Chemie an der Alexandru Ioan Cuza Universität Iași. Nach seinem Abschluss arbeitete er als Assistent von Dragomir Hurmuzescu.
Im Jahre 1919 setzte er nach Erhalt eines Stipendiums seine Studien in Paris fort, wo er Kurse berühmter Wissenschaftler, wie Gabriel Lippmann, Marie Curie, Paul Langevin oder Aimé Cotton hörte. Am 5. März 1924 erhielt Procopiu den Doktortitel. Thema seiner Doktorarbeit war „Zur elektrischen Doppelbrechung in Suspensionen“ (franz. Originaltitel Sur la biréfringence électrique des suspensions), die er einem Prüfungsausschuss vorlegte, zu welchem auch Aimé Cotton als Koordinator und Charles Fabry und Henri Mouton als Zweitprüfer gehörten.
Am 15. Januar 1925 kehrte er nach Rumänien zurück und wurde Nachfolger seines ehemaligen Professors Dragomir Hurmuzescu, als Leiter der Abteilung mit Forschungsschwerpunkten Gravitation, Wärme und Elektrizität an der Universität Iași. Zur gleichen Zeit nahm er eine Professorenstelle am „Gheorghe Asachi“ Polytechnischen Institut Iași an.
In dieser Zeit veröffentlichte Ștefan Procopiu sein Traktat zu „Elektrizität und Magnetismus“ (1939), gefolgt von seiner Monografie zur Thermodynamik (1948). Procopiu war Abteilungsleiter bis zu seiner Pension 1962.
Im Juni 1948 wurde er zum korrespondierenden Akademiemitglied der Rumänischen Akademie ernannt, dessen volle Mitgliedschaft er am 2. Juli 1955 erlangte. Im Jahre 1964 wurde ihm der Rumänische Staatspreis verliehen. Weitere Auszeichnungen, die er erhielt, waren der Orden der Arbeit (Ordinul Muncii), der Stern von Rumänien und der Wissenschaftliche Verdienstorden.
Procopiu war auch zweimal Mitglied des Nobelpreiskomitees.
Zusätzlich zu seiner wissenschaftlichen Tätigkeit war Ștefan Procopiu auch ein aktives Mitglied des Vorstands des Nationaltheaters Iași.
Ștefan Procopiu starb am 22. August 1972 in Iași, Rumänien, im Alter von 82 Jahren.

## Wissenschaftliche Tätigkeit
Sein Einstieg in die Forschung erfolgte schon vor seinem Abschluss. Als Assistenzprofessor setzte er seine Forschungstätigkeit fort.

### Zum magnetischen Moment des Elektrons
Seine erste wichtige Veröffentlichung ist „Zur Bestimmung des molekularen magnetischen Moments gemäß M. Plancks Quantentheorie“ (Determining the Molecular Magnetic Moment by M. Planck’s Quantum Theory). Darin wird ausgehend von der Quantentheorie von Max Planck und der Theorie über Magnetismus von Langevin die physikalische Konstante des magnetischen Moments des Elektrons ermittelt, welche den Namen Bohrsches Magneton trägt. Unabhängig von Procopiu kam zwei Jahre später der dänische Physiker Niels Bohr auf dieselbe Größe, die anschließend nach ihm benannt wurde. Zu Ehren von Procopiu wird in manchen Kreisen heute der Begriff Bohr–Procopiu Magneton für das magnetische Moment des Elektrons verwendet.
Nach weiterer Forschungstätigkeit entwickelte er 1954 eine experimentelle Methode zur Messung des Magnetons, welche er 1964 verbesserte.

### Forschung vor und während des Ersten Weltkriegs
Ștefan Procopiu forschte auch im Bereich der drahtlosen Kommunikation und veröffentlichte 1913 eine Publikation „Experimentelle Forschung im Gebiet der drahtlosen Telegraphie“ (Experimental Research on Wireless Telegraphy). Zu seinen Erfindungen zählt auch ein Apparat zur Lokalisierung von metallischen Projektilen in den Körpern verwundeter Soldaten.

### Longitudinale Depolarisation von Licht
Im Physiklabor der Universität Paris (Sorbonne) untersuchte Procopiu 1921 das optische Phänomen der longitudinalen Depolarisation von Licht in Suspensionen und Kolloiden. Die Erscheinung wurde 1930 als „Procopiu-Phänomen“ von Augustin Boutaric bezeichnet. Ein Teil dieser Befunde wurde in Procopius Doktorarbeit veröffentlicht.

### Elektromotorische Kraft auf galvanische Elemente
Im Jahre 1930 befasste Procopiu sich mit dem Barkhausen-Effekt und entdeckte den zirkulären Effekt der magnetischen Diskontinuität, der 1951 den Namen „Procopiu-Effekt“ bekam. Diese Entdeckung hatte wichtige Anwendungen in der Entwicklung von Speicherbausteinen für Rechner.

### Untersuchung des Erdmagnetfelds
Das Magnetfeld der Erde stellte ein großes Interesse für Procopiu dar. Er forschte 25 Jahre lang rundum dieser Erscheinung in Rumänien und produzierte die ersten magnetischen Karten des Landes. Ein wichtiger Befund dabei war die Entdeckung einer magnetischen Anomalie auf der Linie Iași-Botoșani sowie die Entdeckung von Periodizitäten in der zeitlichen Variation des Erdmagnetfelds.

## Veröffentlichungen
- Library of Congress